# Mabaruma
Mabaruma é o centro administrativo da Barima-Waini da Guiana Essequiba. Ele está localizado perto do rio Aruca em um planalto estreito acima da floresta tropical circundante a uma altitude de 13 metros.

## História
Mabaruma já foi uma grande propriedade da família Broomes. O cacau era um dos produtos fabricados antes que o Governo da Guiana comprasse parte do terreno para construir Instituições Governamentais. Principalmente ameríndios vivem nesta área. Algumas das tribos incluem Auraques, Caribes e Warao . Mabaruma também tem uma grande população afro-guiana com pequenas comunidades indianas, chinesas e portuguesas.
Ele substituiu Morawhanna como a capital regional depois que a primeira foi considerada em risco de inundação. Mabaruma tornou-se uma cidade em 2016 com as aldeias vizinhas de Hosororo e Kumaka se juntando.

## Visão geral
Há uma casa de hóspedes do governo na cidade, bem como os Correios de Mabaruma, o Hospital de Mabaruma e uma delegacia de polícia onde os processos judiciais são julgados. Devido ao seu tamanho, no entanto, apenas pequenos crimes são julgados.
Mabaruma contém a primeira escola secundária da região, a North West Secondary School, fundada em 1965 . A maioria da população local trabalha na agricultura ou na pesca para viver.

## Clima
Mabaruma tem um clima de floresta tropical (Af) com chuvas fortes a muito fortes durante todo o ano.